# Кипьегон, Фейт
Фейт Чепнгетич Кипьегон (англ. Faith Chepngetich Kipyegon; род. 10 января 1994, Бомет) — кенийская легкоатлетка, которая специализируется в беге на 1500 и 5000 метров. Единственная в истории Кении трёхкратная олимпийская чемпионка (2016, 2020 и 2024), 4-кратная чемпионка мира (2017, 2022 и 2023), чемпионка мира среди юношей 2011 года и чемпионка мира среди юниоров 2012 года. Считается одной из лучших бегуний на 1500 метров в истории. Действующая рекордсменка мира на дистанциях 1500 метров (3:49,04) и 1 миля (4:07,64), все рекорды были установлены летом 2023 года.

## Общая информация

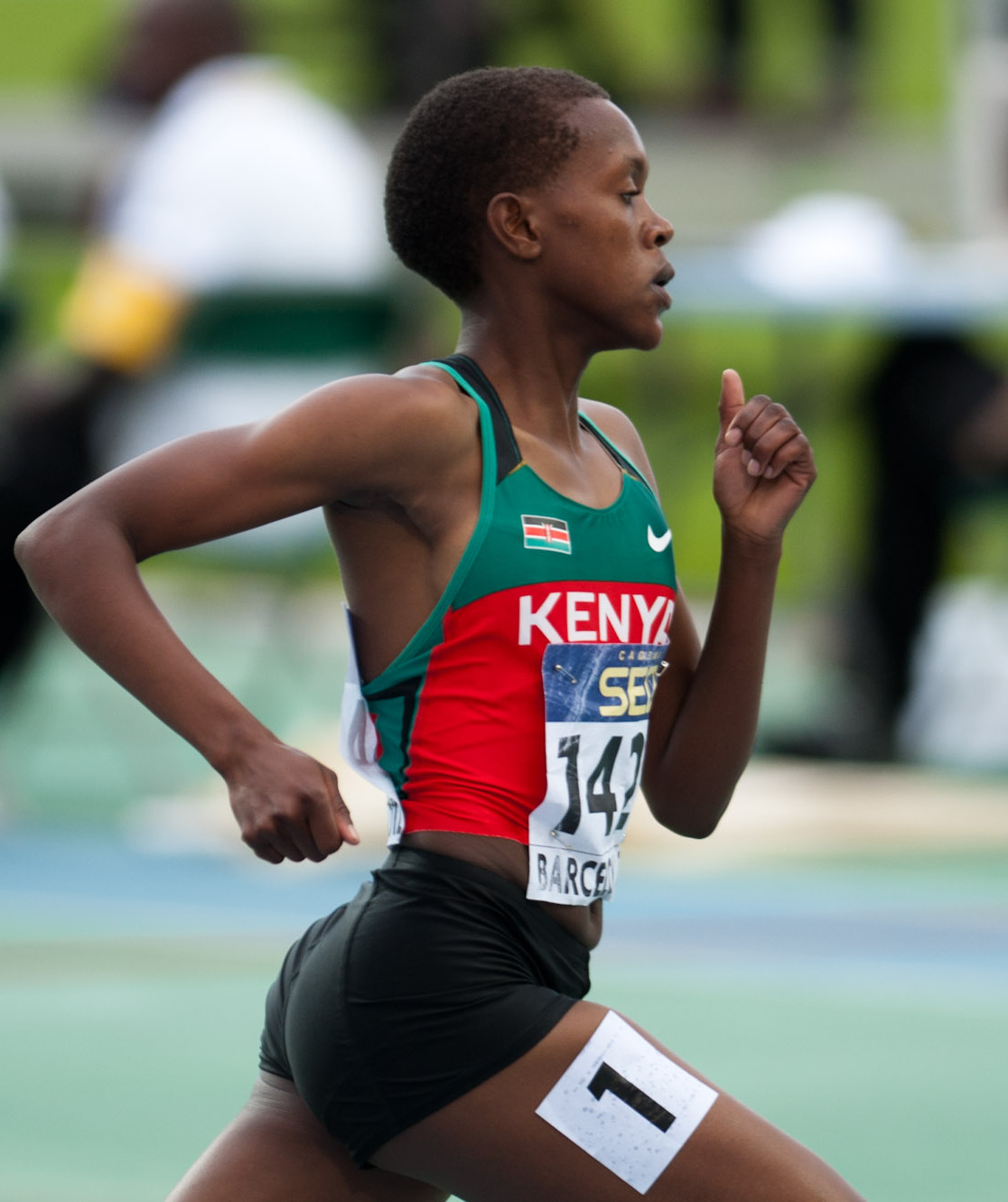
Кипьегон на чемпионате мира среди юниоров в 2012 году

В возрасте 18 лет выступала на Олимпийских играх 2012 года, но не смогла выйти в финал на дистанции 1500 метров. Чемпионка Африки по кроссу 2012 года среди юниоров. Чемпионка мира по кроссу 2013 года среди юниоров.
Заняла пятое место на чемпионате мира 2013 года в Москве.
Победительница кросса Cinque Mulini 2014 года.
На Олимпийских играх 2016 года 22-летняя Кипьегон в финале опередила чемпионку мира 2015 года и рекордсменку мира Гензебе Дибабу и стала чемпионкой. Ранее среди кениек эту дистанцию на Олимпийских играх выигрывала только Нэнси Лангат в 2008 году.
Несмотря на ведущие позиции кенийцев в беге на средние и длинные дистанции, на протяжении первых 15 чемпионатов мира (1983—2015) им не удавалось победить на дистанции 1500 метров среди женщин. В 2017 году в Лондоне Кипьегон, уже будучи олимпийской чемпионкой, стала первой кенийкой, выигравшей золото чемпионата мира на дистанции 1500 метров.
На чемпионате мира 2019 года в Дохе Кипьегон пробежала в финале с национальным рекордом (3:54.22), но не смогла противостоять на финише Сифан Хассан, установившей рекорд чемпионатов мира и рекорд Европы (3:51.95).
9 июля 2021 года, за месяц до Олимпийских игр в Японии, Кипьегон установила в Монако новый рекорд Кении — 3:51.07 (4-й результат в истории и второй результат XXI века, ровно секунду уступающий мировому рекорду Гензебе Дибабы).
На Олимпийских играх в Токио Кипьегон вновь стала лучшей на дистанции 1500 метров. В финале она установила олимпийский рекорд — 3:53,11, опередив на 1,39 сек британку Лору Мьюр, пробежавшую с национальным рекордом.

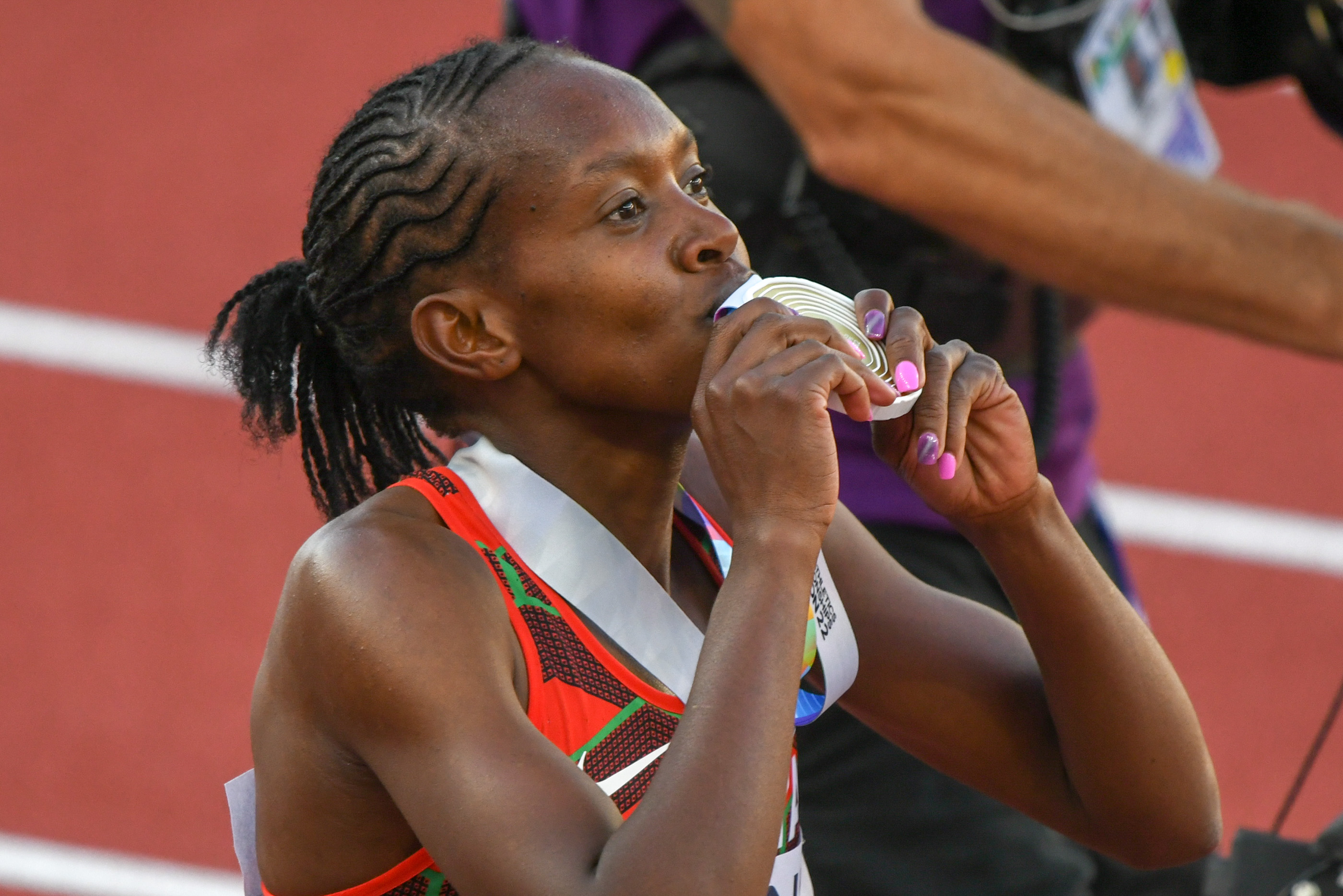
Кипьегон после победы на чемпионате мира 2022 года

На чемпионате мира 2022 года Кипьегон выиграла золото на дистанции 1500 метров. Она стала первой в истории бегуньей, которая завоевала медаль чемпионата мира на дистанции 1500 метров 4 раза подряд (2015 — серебро, 2017 — золото, 2019 — серебро, 2022 — золото).
2 июня 2023 года во Флоренции установила мировой рекорд на дистанции 1500 метров — 3:49,11. Предыдущий рекорд был установлен Гензебе Дибабой в 2015 году (3:50.07).
9 июня 2023 года в Париже на этапе «Бриллиантовой лиги» установила мировой рекорд в беге на 5000 метров — 14:05,20. Предыдущий рекорд принадлежал Летесенбет Гидей и был установлен в 2020 году (14:06.62). При этом Кипьегон выступила на дистанции 5000 метров на высшем уровне впервые с 2015 года и сбросила с личного рекорда более 25 секунд. Кипьегон стала первой с 1969 года женщиной, которая одновременно завладела мировыми рекордами на 1500 и 5000 метров.
21 июля 2023 года в Монако установила мировой рекорд на дистанции 1 миля — 4:07.64. Предыдущее достижение Сифан Хассан (4:12.33) было превышено почти на 5 секунд.
22 августа 2023 года выиграла золото на дистанции 1500 метров на чемпионате мира в Будапеште с результатом 3:54.87. Кипьегон стала первой в истории бегуньей, выигравшей золото чемпионата мира на дистанции 1500 метров более двух раз. 26 августа впервые в карьере стала чемпионкой мира на дистанции 5000 метров с результатом 14:53.88.
17 сентября 2023 года рекорд мира на 5000 метров у Кипьегон отобрала Гудаф Цегай, пробежав в Орегоне на 5 сек быстрее (14:00.21).
7 июля 2024 года в этапе «Бриллиантовой лиги» в Париже Кипьегон обновила свой мировой рекорд на дистанции 1500 метров, пробежав на 0,07 сек быстрее, чем в июне 2023 года во Флоренции — 3:49,04.
5 августа 2024 года на Олимпийских играх в Париже завоевала серебро на дистанции 5000 метров, уступив Беатрис Чебет. При этом почти сразу после финиша Кипьегон была дисквалифицирована за толчок во время забега соперницы из Эфиопии Гудаф Цегай. Однако в тот же день кенийцы подали протест, и дисквалификация была отменена, так как толчки были взаимными. 10 августа выиграла золото на дистанции 1500 метров с новым олимпийским рекордом (3:51.29). Кипьегон стала первой в истории, кто трижды выиграл дистанцию 1500 метров на Олимпийских играх среди женщин и мужчин.
6 июля 2025 года на этапе Бриллиантовой лиги в Юджине снова обновила свой мировой рекорд в беге на 1500 метров с результатом 3.48,68.